# Amphidrina pseudagrotis
Amphidrina pseudagrotis är en fjärilsart som beskrevs av George Francis Hampson 1918. Amphidrina pseudagrotis ingår i släktet Amphidrina och familjen nattflyn. Inga underarter finns listade i Catalogue of Life.